# Duel (film)
Duel (russisk: Поединок) er en sovjetisk film fra 1944 af Vladimir Legosjin.

## Medvirkende
- Sergej Lukjanov som Lartsev
- Vladimir Belokurov som Peter Weininger
- Andrej Tutysjkin som Boris Leontjev
- Nadezjda Borskaja som Marija Zubova
- Nina Alisova som Natalja Osenina